# 2013 en Libye
Chronologie de la Libye
- 2009
- 2010
- 2011
- 2012
- 2013
- 2014
- 2015
- 2016
- 2017

Cet article traite des événements qui se sont produits durant l'année 2013 en Libye ou qui concernent ce pays.

## Événements
- 23 avril : un attentat est perpétré contre l'ambassade de France à Tripoli[1].
- 5 mai : le congrès adopte une loi qui interdit tout rôle politique aux anciens collaborateurs de Mouammar Kadhafi[1].
- 10 octobre : tentative de coup d'État de 2013 en Libye. Tentative de coup d'État orchestrée en Libye par un groupe de membres du Congrès général national (CGN) pour prendre le contrôle du pays des mains du Premier ministre libyen Ali Zeidan. Zeidan est enlevé aux premières heures du 10 octobre 2013 par des hommes armés, puis libéré quelques heures plus tard après qu'une milice pro-gouvernementale ait pris d'assaut le lieu où il était détenu. Après sa libération, Zeidan affirme qu'il s'agissait d'une tentative de coup d'État orchestrée par deux milices proches des membres du CGN[2].
- 25 au 28 novembre : bataille de Benghazi de novembre 2013 qui se déroule entre la première et la seconde guerre civile libyenne. Cet affrontement oppose les forces spéciales de l'armée libyenne aux hommes d'Ansar al-Charia. Depuis la fin de la guerre civile libyenne, il s'agit du premier affrontement apposant directement l'armée libyenne et ce groupe armé salafistes.
- 22 décembre : attentat d'Al-Srir lors de la guerre civile libyenne. L'attentat a lieu au poste militaire d'Al-Srir, à environ 50 kilomètres de Benghazi. Dans la nuit du 21 au 22 décembre, un kamikaze fait exploser son véhicule devant un poste de l'Armée nationale libyenne[3].

## Sport
- La saison 2013-2014 du Championnat de Libye de football est la quarante-quatrième édition du championnat de première division libyen, la première disputée après deux années d'interruption, due à la première guerre civile libyenne. Seize clubs prennent part au championnat organisé par la fédération. Les équipes sont réparties en deux poules où elles rencontrent leurs adversaires deux fois au cours de la saison, à domicile et à l'extérieur. les trois premiers de chaque poule jouent la poule pour le titre, les deux derniers sont relégués en deuxième division.